# Chyp-Notic
«Chyp-Notic» (Чіп-Нотік) — німецький музичний гурт, утворений у 1988-му році з початковою назвою — «Toys» (Тойс, з англ. Іграшки). У 1990-му році гурт підписує контракт з німецьким лейблом «Coconut Records» та змінює назву на «Chyp-Notic». Зміни відбулися і в житті учасників гурту: Влад Мінт закінчив своє навчання на професію зубного техніка, Вальтер Бі пішов з роботи програміста, а Ян Ерік продав свої акції в нічному клубі.
Першим синглом та візитною карткою гурту став кавер на пісню Prince «Nothing Compares 2 U» (1990) — 16-та сходинка у німецькому чарті. Цей сингл захопив місця також в австрійському, бельгійському та новозеландському чартах.
Гурт припинив своє існування у 1994-му році.
27 вересня 1998 року у 29-річному віці помер Влад Мінт — головний вокаліст гурту.
У листопаді 2015 року була реалізована нова збірка пісень Chyp-Notic під назвою «25», яка поєднує нові ремікси та перероблені версії старих хітів і чотири нові треки.

## Дискографія

### Альбоми
- 1990 — Nothing Compares (Coconut Records)
- 1992 — I Can't Get Enough (Coconut Records)

### Сингли
- 1990 — Nothing Compares 2U (The Ultimate Dance-Version) (Coconut Records) (#16-Німеччина, #9-Австрія, #21-Бельгія, #18-Нова Зеландія)
- 1990 — If I Can't Have U (Coconut Records)
- 1992 — I Can't Get Enough (Coconut Records) (#14-Німеччина)
- 1992 — Still In Love With You (Coconut Records) (#71-Німеччина, #30-Австрія)
- 1992 — I Do It All For You, Baby (Coconut Records) (#89-Німеччина)
- 1993 — When I Dream (Coconut Records) (#77-Німеччина)
- 1994 — Don't Break The Heart (feat. Greg Ellis) (Coconut Records)
- 1999 — In The Mix (Coconut Records)
- 2015 — Nothing Compares 2U (2015 Remixes) (Coconut Music)

### Збірники
- 2008 — «Greatest Hits» (Coconut Music)
- 2015 — «25» (Coconut Music)